# Jonathan Henrique Silva
Ne doit pas être confondu avec Jonathan Henrique Ferreira da Silva.
Jonathan Henrique Silva (né le 21 juillet 1991 à Varginha) est un athlète brésilien, spécialiste du triple saut.
Son record personnel est de 17,39 m, réalisé à São Paulo le 31 mars 2012, ce qui le qualifie pour les Jeux olympiques de Londres.

## Records
| Épreuve     | Performance | Lieu      | Date         |
| ----------- | ----------- | --------- | ------------ |
| Triple saut | 17,39 m     | São Paulo | 31 mars 2012 |